# Ais-Moll
ais-Moll ist eine Tonart des Tongeschlechts Moll, die auf dem Grundton ais aufbaut. Die Tonart ais-Moll wird in der Notenschrift mit sieben Kreuzen (fis, cis, gis, dis, ais, eis, his) vorgezeichnet. Auch die entsprechende Tonleiter und der Grundakkord dieser Tonart (die Tonika ais-cis-eis) werden mit dem Begriff ais-Moll bezeichnet.
Notenbeispiel Tonleiter im melodischen Moll und Grundakkord:

## Verwendung
Die Tonart ais-Moll findet sich seit dem 19. Jahrhundert vereinzelt in Studienwerken mit Etüden und Präludien in allen Dur- und Moll-Tonarten, so bei Johann Christian Heinrich Rinck: Prélude 16 en la dièse mineur, Nr. 52 aus Op. 55 (ca. 1820).

## Position der Tonart im Quintenzirkel
| Vorzeichen: | 7♭ +fes | 6♭ +ces | 5♭ +ges | 4♭ +des | 3♭ +as | 2♭ +es | 1♭ +b |   | 1♯ +fis | 2♯ +cis | 3♯ +gis | 4♯ +dis | 5♯ +ais | 6♯ +eis | 7♯ +his |
| Dur:        | Ces     | Ges     | Des     | As      | Es     | B      | F     | C | G       | D       | A       | E       | H       | Fis     | Cis     |
| Moll:       | as      | es      | b       | f       | c      | g      | d     | a | e       | h       | fis     | cis     | gis     | dis     | ais     |